# تاکویا ایتو (بازیکن فوتبال، زاده ۱۹۷۴)
تاکویا ایتو (ژاپنی: 伊藤 琢矢؛ زادهٔ ۱۱ ژوئن ۱۹۷۴) یک بازیکن فوتبال اهل ژاپن است.
از باشگاه‌هایی که در آن بازی کرده‌است می‌توان به باشگاه فوتبال گراونز کیتاکیوشو اشاره کرد.